# Vysoké Mýto (stacja kolejowa)
Vysoké Mýto – stacja kolejowa w miejscowości Vysoké Mýto, w kraju pardubickim, w Czechach Znajduje się na wysokości 585 m n.p.m.
Stacja jest wyposażona w poczekalnię, kasy biletowe, na których można zakupić bilety na pociągi krajowe i międzynarodowe oraz zarezerwować miejsce w pociągu.

## Linie kolejowe
- 018 Choceň - Litomyšl